# Straight Through My Heart
Singles de Backstreet Boys
Helpless When She Smiles
(2008) Bigger
(2009)
Pistes de This Is Us
Bigger
(2)
Straight Through My Heart est une chanson du groupe américain Backstreet Boys sortie le 27 août 2009 sous le label Jive Records. 1er single extrait du 7e album studio This Is Us (2009), la chanson écrite par AJ Jannusi, Kinnda Hamid, Bilal Hajji, Novel Jannusi et Nadir Khayat fait partie des titres les plus populaires de l'album. Straight Through My Heart est produite par RedOne. Le single est sorti sur la plateforme iTunes le 19 août 2009 en Europe et le 28 août 2009 aux États-Unis.

## Liste des pistes
CD Single au Royaume-Uni
1. "Straight Through My Heart" (Main Version) — 3:28
2. "Straight Through My Heart" (Dave Audé Radio Edit) — 3:53

Single promotionnel au Royaume-Uni
1. "Straight Through My Heart" (Main Version) - 3:28
2. "Straight Through My Heart" (Instrumental) - 3:28

## Classement par pays
| Classement (2009)                                   | Meilleure position |
| --------------------------------------------------- | ------------------ |
| Australie (ARIA)                                    | 54                 |
| Autriche Singles Top 75                             | 45                 |
| Belgique (Ultratop 50)                              | 18                 |
| Canada (Canadian Hot 100)                           | 19                 |
| Europe Hot 100 Singles                              | 53                 |
| Allemagne Singles Top 100                           | 22                 |
| Hongrie Airplay Chart                               | 29                 |
| Japon (Japan Hot 100)                               | 3                  |
| Écosse (OCC)                                        | 5                  |
| Slovaquie Airplay Chart                             | 22                 |
| Suède Singles Top 60                                | 10                 |
| Suisse Singles Top 75                               | 30                 |
| Taïwan Singles Chart (Top 10),                      | 1                  |
| Royaume-Uni Singles (Official Charts Company)       | 72                 |
| États-Unis Billboard Hot Dance Club Songs           | 18                 |
| États-Unis Billboard Bubbling Under Hot 100 Singles | 6                  |